# Big Raven Plateau
Das Big Raven Plateau ist ein intermontanes Plateau im Cassiar Land District im Nordwesten der kanadischen Provinz British Columbia. Es liegt auf dem Tahltan Highland und ist von verschiedenen Tälern wie denen des Mess Creek, des Kakiddi Creek, des Chakima Creek, des Walkout Creek und des Klastline River umgeben. Das Plateau wird durch viele kleine Fließgewässer entwässert, welche in die benachbarten Täler fließen. Im Gegensatz zu den benachbarten Tälern ist das Plateau relativ vegetationsarm. Die Erosion dieser Fließgewässer führte zur Entstehung von Canyons an der Ost- und der Westseite, welche durch Grate getrennt sind und so ein stark zerklüftetes Gelände erzeugten. Das Big Raven Plateau liegt im Mount Edziza Provincial Park, einem der größten Provincial Parks in British Columbia. Zugang zum Big Raven Plateau bieten hauptsächlich Flugzeuge und ein Netz von Reitpfaden, die von den umliegenden Straßen ausgehen.
Das Big Raven Plateau ist vulkanischen Ursprungs und besteht hauptsächlich aus basaltischen Lavaströmen aus dem Mount Edziza Volcanic Complex, dessen Vulkane über die letzten 7,5 Millionen Jahre hinweg ausbrachen. Die Lavaströme liegen in Wechsellagerung mit Rhyolith und Trachyt, die in Form von Gesteinsbruchstücken bei explosiven Eruptionen erzeugt und ausgestoßen wurden. Das dominante Objekt auf dem Big Raven Plateau ist der Mount Edziza, ein eisbedeckter Schichtvulkan mit einer Höhe von 2786 m. Seine Zusammensetzung ist eher divers; er besteht aus Alkalibasalt, Hawaiit, Trachybasalt, Latit, Mugearit, Benmoreit, Trachyt und Rhyolit, welche in Form von Lavaströmen, Lavadomen und Brekzie vorliegen. Das Big Raven Plateau wird in mindestens 10 geologische Formationen unterteilt, von denen jede das Produkt einer eigenständigen Periode vulkanischer Aktivität darstellt.

## Geographie und Geomorphologie

### Lage
Das Big Raven Plateau liegt auf dem Tahltan Highland östlich des Zagoddetchino-Massivs und westlich des bergigen Klastline Plateaus im Cassiar Land District. Zwischen dem Zagoddetchino-Massiv und dem Big Raven Plateau liegt das Mess Creek Valley, welches sich mehr als 60 km nach Süden erstreckt, wo es die Boundary Ranges der Coast Mountains im Westen von der Spectrum Range und dem Arctic Lake Plateau im Osten trennt. Zwischen dem Big Raven und dem Klastline Plateau liegt das von Nord nach Süd verlaufende Kakiddi Creek Valley, in welchem eine Reihe kleiner Seen wie der Nuttlude Lake, der Kakiddi Lake, der Mowchilla Lake und der Mowdade Lake liegen. Das Nordende des Big Raven Plateau grenzt an das Klastline River Valley, während das Südende von zwei relativ kleinen von Ost nach West verlaufenden Tälern begrenzt wird;  südlich des Big Raven Plateau erstreckt sich zwischen diesen Tälern ein Berggrat.
Mit etwa 35 km Länge und 20 km Breite liegt das Big Raven Plateau am Nordende des Mount Edziza Volcanic Complex, eines Vulkankomplexes, der aus einer Gruppe einander überlappender Schildvulkane, Schichtvulkane, Lavadome und Schlackenkegel besteht, die in den letzten 7,5 Millionen Jahren entstanden.:124 Es enthält vier Zentralvulkane entlang einer von Nord nach Süd verlaufenden Achse; die beiden jüngsten dieser Zentralvulkane, der Mount Edziza und der Ice Peak, liegen auf dem Big Raven Plateau.:124,125 Der Vulkankomplex umfasst außerdem das Arctic Lake Plateau und das Kitsu Plateau sowie die Spectrum Range im Süden. Alle diese Landformen liegen im Mount Edziza Provincial Park, einem der größten Provincial Parks in British Columbia, der 1972 als „Schaufenster“ der vulkanischen Landschaft gegründet wurde.
|                   | Klastline River Valley                    |                      |
| Mess Creek Valley |                                           | Kakiddi Creek Valley |
|                   | Chakima Creek Valley Walkout Creek Valley |                      |

### Entwässerung
Als Teil des Mount Edziza Volcanic Complex wird das Big Raven Plateau vollständig von Fließgewässern im Einzugsgebiet des Stikine River entwässert.:32,33 Der nordöstliche Teil des Big Raven Plateaus wird vom Tsecha Creek entwässert, der nach Nordosten fließt. Die Ostseite des Plateaus wird von einer Reihe ostwärts strömender Fließe entwässert, die mit Geröll aus Gletschern und Erdrutschen aus rasch erodierenden Karwänden gefüllt sind; von Nord nach Süd sind dies der Pyramid Creek, der Tenchen Creek, der Nido Creek, der Tennaya Creek, der Sorcery Creek und der Shaman Creek.:33 Der Transport des Gerölls in das Kakiddi Creek Valley führte zur Entstehung mehrerer großer Schwemmkegel, hinter denen sich der Nuttlude Lake, der Kakiddi Lake, der Mowdade Lake und der Mowchilla Lake aufstauten.:33 Der Nido Creek und der Tennaya Creek fließen in den Nuttlude Lake, während der Sorcery Creek und der Shaman Creek in den Kakiddi Lake münden. Beide Seen sind Ausweitungen des Kakiddi Creek, der nordwärts in den Klastline River fließt, einen Nebenfluss des Stikine River.
Der Elwyn Creek und sein Zufluss, der Kadeya Creek, entwässern den nordwestlichen Teil des Plateaus; der Elwyn Creek fließt westwärts, während der Kadeya Creek nach Nordwesten strömt. Der nordwestwärts fließende Taweh Creek und sein Zufluss, der westwärts fließende Sezill Creek, entwässern den südwestlichen bzw. den westlichen Teil des Plateaus. Der Elwyn Creek und der Taweh Creek sind Zuflüsse des Mess Creek, der nordwestwärts fließt und in den Stikine River mündet. Das Nordende des Big Raven Plateau wird von kleinen, unbenannten Fließen entwässert, die nordwärts in den Klastline River fließen; diese Fließe sind nur wenig in das Plateau eingeschnitten.:33 Am Südende des Big Raven Plateau befindet sich eine Wasserscheide zwischen dem Chakima Creek, der ostwärts in den Kakiddi entwässert, und dem Walkout Creek, welcher westwärts über den Raspberry Creek in den Mess Creek entwässert.

### Struktur
Das Big Raven Plateau ist etwa 35 km lang, 20 km breit und hat eine geographische Höhe von mehr als 910 m. Es ist ungefähr oval, großflächig von Schwemmmaterial bedeckt und relativ vegetationsarm, im Gegensatz zu den umliegenden Tälern. Das Schwemmmaterial auf dem Plateau besteht aus Felsenmeeren, Geschiebemergel, glazialen and fluvialen Sandern sowie aus Ablagerungen von Solifluktions-Prozessen. Im Gegensatz zum nördlichen Ende des Big Raven Plateaus, welches relativ flach und wenig erodiert ist, gab es an der Ostseite heftige Erosionsprozesse, welche zur Schaffung von steilen Felsspornen mit dazwischen liegenden Tälern führten.:33 Eine Handvoll dieser Sporne auf der Südostseite des Plateaus sind benannt; von Nord nach Süd sind dies die Idiji Ridge, die Sorcery Ridge und die Cartoona Ridge. Die Idiji Ridge erstreckt sich vom Nordende des Tencho Glacier und ist der Namensgeber des Idiji Glacier, welcher nordwestlich von ihr liegt. Die Sorcery Ridge, welche ihren Namen mit dem benachbarten Sorcery Creek teilt, erstreckt sich östlich des Südendes des Tencho Glacier. Die Cartoona Ridge liegt zwischen den Tälern von Chakima Creek und Shaman Creek und teilt ihren Namen mit dem Cartoona Peak am westlichsten Ende des Grates.
Die Westseite des Big Raven Plateau wurde durch Fließgewässererosion moderat zerschnitten, was zur Herausbildung steilwandiger Canyons führte; die Canyons von Elwyn, Sezill und Taweh Creek sind die weitläufigsten.:33 Die Canyons von Elwyn und Sezill Creek enthalten Thermalquellen mit gemessenen Wassertemperaturen von 36 °C bzw. 46 °C. Der Ausfluss dieser Quellen könnte mit seichten hydrothermalen Systemen verbunden sein, die von Resten magmatischer Hitze gespeist werden, da sie kürzlich aktiven vulkanischen Zentren auf dem Plateau benachbart sind.:241 Die Südwestgrenze des Big Raven Plateau bildet das Mess Creek Escarpment, welches sich über mindestens 25 km nach Süden erstreckt, wo es die Westgrenze des Kitsu Plateau bildet.:32

### Landformen

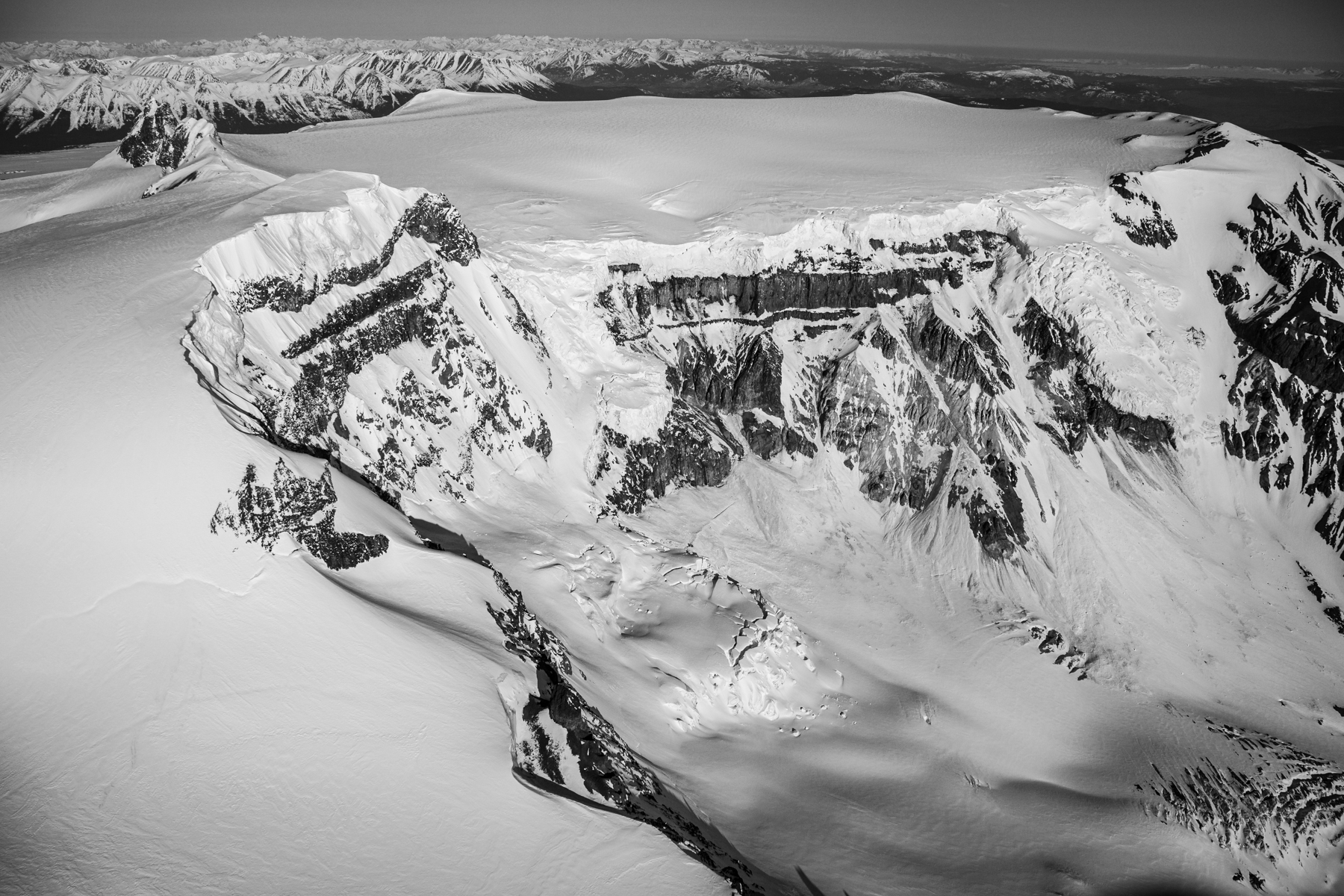
Der Gipfelkrater des Mount Edziza

Das Big Raven Plateau wird vom eisbedeckten Schichtvulkan Mount Edziza dominiert, welcher bis zu einer Höhe von 2786 m aus der Mitte des Plateaus aufragt. Unmittelbar nördlich des Mount Edziza befindet sich das Desolation Lava Field, welches eine Fläche von mehr als 150 km² bedeckt und hauptsächlich von Schlackenkegeln nahe der nördlichen Schliffgrenze der Eiskappe des Mount Edziza geprägt wird.:26,213,214 Das Snowshoe Lava Field, unmittelbar südwestlich des Mount Edziza gelegen, bedeckt eine Fläche von etwa 40 km² und ist hauptsächlich von Schlackenkegeln an der Südwestflanke des Ice Peak geprägt.:214,228,229
Kleinere Objekte auf dem Big Raven Plateau sind die Hoia Bluff am Südwestende des Plateaus entlang des Taweh Creek, die Kaia Bluff und der Cartoona Peak am südöstlichen Ende des Plateaus, der Camp Hill nahe der Südwestgrenze des Plateaus, der Kana Cone im äußersten Norden des Plateaus, der Klastline Cone an der Ostseite des Plateaus nahe der Quelle des Pyramid Creek, die Tsekone Ridge am Nordwestende des Plateaus nahe des Eingangs zum Elwyn Creek Canyon sowie die Ornostay Bluff und die Koosick Bluff nahe der Plateaumitte in Nachbarschaft zum Eingang des Sezill Creek Canyon.:191,214

#### Mount Edziza
Der Mount Edziza ist ein nahezu symmetrischer Vulkankegel mit einem nahezu ebenen Gipfel und einem eisgefüllten Vulkankrater von 2 km Durchmesser.:125:175,177 Die Symmetrie des Vulkans wird von mehreren steilwandigen Lavadomen gebrochen, dem Sphinx Dome, dem Glacier Dome, dem Triangle Dome und The Pyramid.:175 Den Gipfelkrater umgibt ein kreisförmiger Grat, der an der Ostseite von aktiven Karen durchbrochen ist, wo die Überreste mehrerer Lavaseen innerhalb des Kraters zutage treten.:125 Der Grat ragt teilweise über die Eiskappe hinaus und besteht aus einer unregelmäßigen Reihe von Felsnadeln und gezackter Nunataks; im Süden des Grates finden sich die höchsten Felsnadeln. Während die Ostseite des Mount Edziza durch glaziale Erosion tief zerklüftet ist, ist dies an den Süd- und Nordwestflanken des Vulkans weniger ausgeprägt.:175 Ausgehend von der Nordwestflanke des Mount Edziza erstreckt sich die Pillow Ridge nach Nordwesten, welche ihren Namen aufgrund der exponierten Kissenlaven erhielt.
Etwa 3 km südlich des Gipfels liegt der Ice Peak, der südliche Gipfel des Mount Edziza. Dieses hervorragende pyramidenförmige Horn hat eine Höhe von 2500 m und stellt die glazial erodierten Überreste eines älteren Schichtvulkans dar, dessen Nordflanke unter den jüngeren Massen des Mount Edziza begraben sind.:32,33:125 Die südlichen und westlichen Flanken des Ice Peak stellen inetwa die ursprünglichen Flanken des Schichtvulkans dar, während die Ostflanke nahezu vollständig durch die hier beginnende galziale Erosion der Täler zerstört wurde.:33 In seiner Blütezeit hatte der Schichtvulkan ein symmetrisches Profil und wies an seinem Gipfel einen kleinen Krater auf; der aktuelle Gipfel ist ein Überbleibsel der Erosion, der vom östlichen Kraterrand angegriffen wurde.:125:18

#### Desolation Lava Field

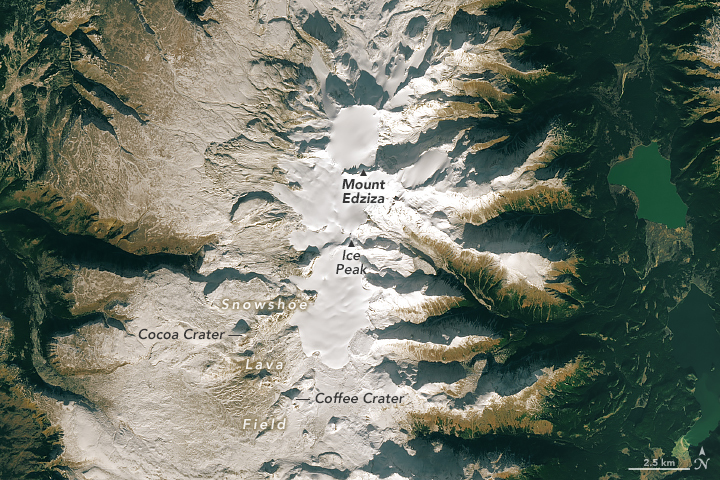
Satellitenbild des Big Raven Plateau, das die Lage von Mount Edziza, Ice Peak und Cocoa Crater sowie des Coffee Crater im Snowshoe Lava Field zeigt

Das Desolation Lava Field am Nordende des Big Raven Plateau besteht aus blockartigen basaltischen Lavaströmen und windgeformten Asche-Bänken, die aus mindestens zehn Schlackenkegeln ausgestoßen wurden, von denen die meisten am nördlichen Fuß des Mount Edziza gruppiert sind.:213,214,216 Die Lavaströme im Desolation Lava Field sind zwischen mehr als 1370 m auf dem Plateau und 820 m am Ufer des Buckley Lake sowie 670 m im Klastline River Valley hoch.:216 Der größte Lavastrom ist etwa 14 km lang und bewegte sich nach Nordosten in die Täler von Kakiddi Creek und Klastline River, wo er zeitweise beide Flüsse staute.:217,222
Absteigend nach Alter sortiert sind die Schlackenkegel in diesem Lavafeld: der Sleet Cone, der Storm Cone, die drei Triplex Cones, der Sidas Cone, der Twin Cone, der Moraine Cone, der Eve Cone und der Williams Cone mit Höhen zwischen 2135 m und 1430 m.:214 Der Williams Cone ist der größte mit 1,2 km Breite an seinem Fuß und einer Schartenhöhe von etwa 275 m an der Nordostseite des Mount Edziza.:223 Der Eve Cone enthält einen schalenförmigen Krater an seinem Gipfel und ist einer der symmetrischsten und besterhaltenen Schlackenkegel in Kanada; er ragt etwa 150 m über den zentralen Teil des Desolation Lava Field.:223

#### Snowshoe Lava Field
Das Snowshoe Lava Field am Südende des Big Raven Plateau besteht aus blockförmigen basaltischen Lavaströmen, die aus mindestens 12 einzelnen Schloten ausgestoßen wurden, von denen die meisten mit einem Schlackenkegel assoziiert sind.:27,230 Fast alle diese Schlote liegen in Nachbarschaft der unteren Grenzen breiter Gletscher, die von der Eiskappe des Mount Edziza ausgehen, in Höhenlagen von mehr als 1800 m.:228 Obwohl der Großteil der Lava im Snowshoe Lava Field als dicker Strom auf der sanft geneigten Oberfläche des Big Raven Plateau aufgestaut wurde, floss einiges in den oberen Canyon des Sezill Creek und in das Quellgebiet des Taweh Creek sowie in die engen Zuflusstäler von Walkout Creek und Shaman Creek.:230
Der Tennena Cone, der Cocoa Crater, der Coffee Crater, der Keda Cone und The Saucer sind die einzigen benannten vulkanischen Objekte im Snowshoe Lava Field, welche zwischen 2350 m und 1920 m hoch sind. Das älteste benannte Objekt, der Tennena Cone, ist ein subglazialer Vulkan, der an der oberen Westflanke des Ice Peak im letzeiszeitlichen Maximum vor 23.000 bis 18.000 Jahren entstand, als die Eiskappe des Mount Edziza sich während der jüngeren Dryaszeit vor 12.900 bis 11.600 Jahren ausdehnte oder während eines jüngeren Eisvorstoßes.:26,230:175:39:262 Der Cocoa Crater, der Coffee Crater und der Keda Cone sind subaerische Schlackenkegel, während The Saucer eine niedrige, nahezu kreisförmige Öffnung in der Lava von etwa 500 m Durchmesser darstellt.:233

## Geologie

### Stratigraphie
Das Big Raven Plateau wird in mindesten zehn geologische Formationen unterteilt, von denen jede das Produkt einer eigenständigen Periode der vulkanischen Aktivität ist.:267 Diese Perioden vulkanischer Aktivität werden wiederum in fünf magmatische Zyklen des Mount Edziza Volcanic Complex eingeordnet; jeder Zyklus begann mit der Effusion von Alkalibasalt und gipfelte im Ausstoß kleinerer Volumina felsischen Magmas.:1,267,276 Die beiden ältesten geologischen Formationen, aus denen das Big Raven Plateau besteht, sind die Raspberry-Formation und die Armadillo-Formation, welche durch Vulkanausbrüche im ersten magmatischen Zyklus vor 7,5 bis 6 Millionen Jahren ausgestoßen wurden. Sie werden von zwei geologischen Formationen, der Nido-Formation und der Pyramid-Formation überlagert, welche vor 6 bis einer Million Jahre im zweiten magmatischen Zyklus abgelagert wurden. Die fünft-, sechst- und siebentälteste geologische Formation des Big Raven Plateau sind die Ice-Peak-Formation, die Pillow Ridge und die Edziza-Formation, welche im dritten magmatischen Zyklus vor einer bis 0,8 Millionen Jahren abgelagert wurden. Vulkanische Eruptionen des vierten magmatischen Zyklus' vor 0,8 bis 0,2 Millionen Jahren lagerten die Klastline-Formation und die Kakiddi-Formation ab, während die Big-Raven-Formation, die jüngste geologische Formation des Big Raven Plateau, im fünften magmatischen Zyklus in den letzten 20.000 Jahren abgelagert wurde.:267

#### Raspberry-Formation

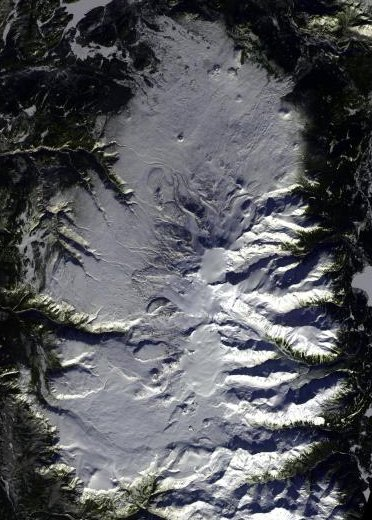
Das schneebedeckte Big Raven Plateau

Die Raspberry-Formation tritt am Fuß prominenter Klippen an der West-, der Südwest- und der Südostseite des Big Raven Plateau zutage. Sie hat eine Höhe von weniger als 1310 m entlang des Mess Creek Escarpment und besteht aus flachliegenden basaltischen Lavaströmen, in die Scoria-Schichten eingelagert sind.:47 Mehr als 180 m der Raspberry-Lavaströme sind im Mess Creek Escarpment exponiert; die meisten von ihnen wurden von einem Schildvulkan ausgestoßen, der auf einer erodierten Oberfläche aus dem oberen Miozän entstand.:6,47:342 Diese Lavaströme bewegten sich westwärts in das angrenzende Tal des Mess Creek und stammten aus nördlich des Raspberry Pass gelegenen Schloten, welche schließlich unter jüngeren vulkanischen Ablagerungen begraben wurden. Für den Raspberry-Vulkanismus wird ein Mindestalter von 7,4 bis 6,2 Millionen Jahre angenommen.:343

#### Armadillo-Formation
Basaltische Lavaströme der 6,3 Millionen Jahre alten Armadillo-Formation sind an der Nordwestseite des Big Raven Plateau, im Sezill Creek Canyon an der Westseite des Plateaus und entlang des Mess Creek Escarpment an der Südwestseite des Plateaus exponiert, wo sie basaltische Lavaströme der Raspberry-Formation überlagern.:49,83,267 Die Armadillo-Basaltströme bilden in diesen Stellen bis zu 180 m dicke Einheiten und sind abwechselnd mit pyroklastischen Bims- und Asche-Ablagerungen mit trachytischer und comenditischer Zusammensetzung abgelagert.:344:83 Die Ströme waren zum Zeitpunkt des Ausbruchs hochflüssig und dadurch mobil, wie aus ihrer außerordentlich hohen Beständigkeit und relativ geringen Dicke geschlossen werden kann; einzelne Basaltströme dieser geologischen Formation sind weniger als drei Meter dick. Die Quelle dieser Ströme war möglicherweise eine Gruppe von Schloten, die weiter nördlich lag und als Sezill Volcano bezeichnet wird.:83 Im Gegensatz dazu stammten die pyroklastischen Bims- und Asche-Ablagerungen, die in die Basaltströme eingelagert sind, wahrscheinlich aus der mehr als 4 km Durchmesser breiten Caldera des Armadillo Peak südlich des Big Raven Plateau.:124, 125:344

#### Nido-Formation
Die Armadillo-Formation überlagernd existiert das Tenchen Member, die einzige stratigraphische Einheit der Nido-Formation, die im Big Raven Plateau enthalten ist. Sie besteht aus basaltischen Lavaströmen und pyroklastischem Gestein, die vor 4,4 Millionen Jahren aus drei großen Vulkanen und mehreren kleinen eruptiven Zentren ausgestoßen wurden; diese eruptiven Zentren wurden seitdem stark durch Erosion zergliedert.:93,94,267 Eine tiefer gelegene Einheit aus Alkalibasalt mit geringen Beimengungen aus Hawaiit ist an den südlichen, südöstlichen und südwestlichen Enden des Big Raven Plateau exponiert, wo sie in Form von Lavaströmen, Fluss-Brekzie und Agglomeraten auftreten. Alkalibasalt und in geringerem Umfang Hawaiit aus dem Alpha Peak, dem Beta Peak und assoziierter Flankenvulkane sind an der Sorcery Ridge und an der Idiji Ridge an der Südwestseite des Plateaus exponiert. Sie liegen in Form von Lavaströmen, Agglomeraten, Fluss-Brekzie, Tuff-Brekzie, Kissenlava und Kissen-Brekzie vor, welche in Wechsellagerung mit Geröll auftreten. Der Alkalibasalt aus dem Gamma Peak liegt in Form von Lavaströmen, Tuff-Brekzie und Kissenlava im oberen Canyon des Elwyn Creek am Nordwestende des Big Raven Plateau vor und überlagert den Alkalibasalt der unteren Einheit am Südostende des Plateaus.:93 Der Cartoona Peak und die Kaia Bluff am Südostende des Big Raven Plateau bestehen aus Alkalibasalt, der aus dem Gamma Peak ausgestoßen wurde.:99,101

#### Pyramid-Formation
Expositionen der 1,1 Millionen Jahre alten Pyramid-Formation sind ausschließlich auf die nördöstlichen, östlichen und südöstlichen Enden des Big Raven Plateau beschränkt, wo sie in Form von Rhyolit- und Trachyt-Domen, -strömen und pyroklastischer Brekzie vorliegen.:129,267 The Pyramid am nordöstlichen Ende des Plateaus besteht aus einem etwa 366 m hochen Trachyt-Dom, dessen Fuß etwas mehr als einen Kilometer breit ist.:132 Im Gegensatz zu anderen Domen der Pyramid-Formation, welche entweder unter jüngeren Laven begraben oder durch Erosion modifiziert sind, wurde The Pyramid nur moderat erodiert und ist vollständig von den benachbarten Felsen isoliert.:129,132 Der Sphinx Dome ist ein teilweise verschütteter Rhyolit-Dom in Nachbarschaft zu The Pyramid, dessen südliche Grenze großflächig durch Fließgewässererosion zerstört wurde.:133,134 Isolierte Überreste des rhyolitischen Pharaoh Dome finden sich an den östlichen und südöstlichen Enden des Big Raven Plateau zwischen dem Tennaya Creek im Norden und der Cartoona Ridge im Süden.:135 Eine Serie basaltischer Lavaströme von bis zu 65 m Dicke überlagert die Ablagerung einer pyroklastischen Surge mit trachytischer Zusammensetzung südlich und östlich von The Pyramid, die gleichfalls Teil der Pyramid-Formation sind.:129

#### Ice-Peak-Formation

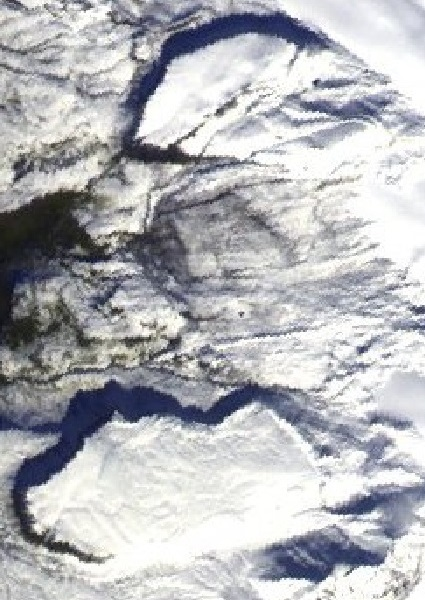
Die Ornostay Bluff und die Koosick Bluff sind Teil der Ice-Peak-Formation

Die Ice-Peak-Formation ist von ihrer Zusammensetzung her die diverseste geologische Formation des Big Raven Plateau, die hauptsächlich vom Schichtvulkan Ice Peak vor etwa einer Million Jahren ausgestoßen wurde.:145,267 Ein Großteil der Gesteine des Ice Peak wird in zwei eigenständige stratigraphische Einheiten unterteilt, die als untere und obere Gesellschaft (engl. assemblages) bezeichnet werden. Die untere Assemblage besteht aus Alkalibasalt, Hawaiit sowie kleineren Anteilen Mugearit, Latit und Trachybasalt, welche in Form subaerischer Lavaströme und pyroklastischer Brekzie vorliegen, außerdem als Tuff-Brekzie, Kissenlava und Kissen-Brekzie, die im Kontakt mit Eis entstanden. Sie ist im gesamten Big Raven Plateau weit verbreitet, jedoch großflächig unter Schwemmmaterial wie Geschiebemergel sowie glazialem und fluvialem Sander begraben.
Alkalibasalt, Trachybasalt, Latit, Mugearit, Benmoreit und Trachyt aus der oberen Assemblage liegen in Form von Lavaströmen, -domen und pyroklastischer Brekzie vor. Sie bilden den Gipfel des Ice Peak und sind im Süden und Nordosten entlang der Nordost- und Südostseiten des Big Raven Plateau exponiert. Die Ornostay Bluff und die Koosick Bluff an der Westflanke des Ice Peak bestehen aus dicken Lappen von Trachyt der oberen Assemblage und ragen auf das Big Raven Plateau hinaus.:155 Beide Klippen (engl. bluffs) sind in ihrer Zusammensetzung ähnlich und erreichten ihre Dicke durch den Stau trachytischer Lava an Eis.:155:43
Ein isoliertes Vorkommen der Gesteine der Ice-Peak-Formation auf dem Big Raven Plateau bildet den Camp Hill, welcher aus basaltischer Tuff-Brekzie, Kissen-Brekzie, Lavaströmen und Tephra besteht.:157 Die Lava vom Camp Hill erstreckt sich nach Nordwesten entlang der Südwestkante des Plateaus, ist jedoch fast vollständig unter Schwemmmaterial begraben. Kleinere Expositionen dieser Lava finden sich entlang des Mess Creek Escarpment und entlang des Taweh Creek Valley genau südlich der Hoia Bluff.

#### Pillow-Ridge-Formation
Die 0,9 Millionen Jahre alte Pillow-Ridge-Formation ist auf die Pillow Ridge und die Tsekone Ridge am Nordende des Big Raven Plateau beschränkt. Die Pillow Ridge besteht aus Alkalibasalt, der in Form von Tuff-Brekzie, Kissen-Brekzie und Kissenlava vorliegt.:267 Die Tuff-Brekzie ist grob eingebettet und macht einen Großteil des unteren und mittleren Abschnitts des Grates (engl. ridge) aus.:165 Über der Tuff-Brekzie lagert der äußere Mantel röhrenförmiger Kissenlava, welche am nordwestlichen und südöstlichen Ende der Pillow Ridge zu finden ist.:165 Im Gegensatz dazu besteht die Tsekone Ridge aus einer unteren und einer mittleren Einheit von Tuff-Brekzie und einer oberen Einheit von zerbrochenen Kissen und Lavaröhren mit engen Klüften und hawaiitischer Zusammensetzung.:172 Alle Objekte der Tsekone Ridge werden von vertikalen nordwärts verlaufenden Dykes geschnitten, welche die Tuff-Brekzien und Kissenlaven, aus denen der Grat besteht, nährten. Sowohl die Pillow Ridge als auch die Tsekone Ridge sind Produkte subglazialen Vulkanismus', unterscheiden sich jedoch in der Veränderung des vulkanischen Glases und in der vesikulären Textur der Gesteine, was nahelegt, dass beide unter leicht veränderten Bedingungen entstanden.:172

#### Edziza-Formation

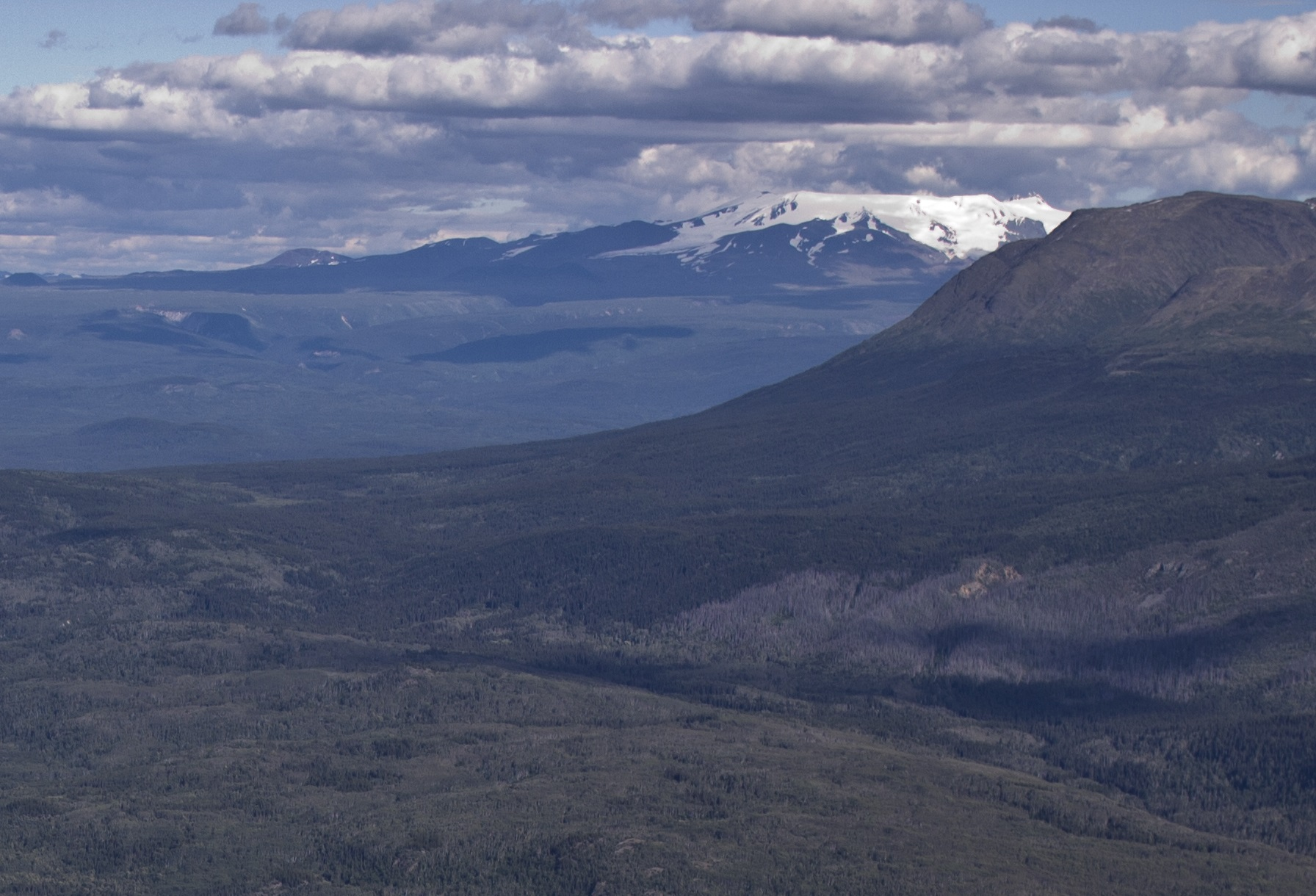
Mount Edziza vom nordwestlich gelegenen Mount Glenora aus

Die Edziza-Formation ist eine 0,9 Millionen Jahre alte Trachyt-Formation, die hauptsächlich die jüngeren zentralen Schichten des Mount Edziza und seiner Flankendome bildet.:33,175,267 Der Schichtvulkan überlagert die nördliche Flanke des älteren Ice Peak und besteht aus pyroklastischer Brekzie sowie aus Ablagerungen von Laharen und Ascheströmen.:145,175 Diese Gesteine sind in 850 m hohen Klippen entlang der Nordseite des Tenchen Glacier gut exponiert, wo ein aktiver Kar die Ostseite des Vulkans erodiert hat.:175 Am Kopf dieses Kars ist eine hydrothermal veränderte Schlot-Brekzie  einer zentralen Röhre exponiert, die von den Überresten von mindestens vier Lavaseen überlagert wird, welche innerhalb des Gipfelkraters aufgestaut wurden.:175,185 Jeder der Lavaseen hat eine Dicke von etwa 30 m und wird von mindestens vier einzelnen abgekühlten Einheiten repräsentiert.:185
Flankendome der Edziza-Formation sind der Glacier Dome in den unteren Bereichen der Nordostflanke des Mount Edziza, der Triangle Dome in den oberen Teilen der Westflanke des Mount Edziza und der Nanook Dome an der Südwestgrenze des Gipfelkraters; letzterer ist der größte Dom der Edziza-Formation.:179,181 Der Glacier Dome war die Quelle eines Lavastroms, der sich an der Nordseite des Pyramid Creek Valley entlang bewegte, während der Nanook Dome die Quelle von ein oder zwei Lavaseen innerhalb des Gipfelkraters gewesen sein könnte.:179,183 Ein unbenannter pyroklastischer Kegel an der Nordwestflanke des Mount Edziza produzierte zwei trachytische Lavaströme, die sich auf den sanft geneigten Hängen des Big Raven Plateau bewegten; beide sind unter starken Schichten von Asche und kolluvialen Ablagerungen begraben.:177, 179

#### Klastline-Formation
Die Klastline-Formation besteht aus den Überresten eines dicken Alkalibasaltstroms, der von mindestens drei Schloten an der nördlichen und der östlichen Seite des Big Raven Plateau vor 0,62 Millionen Jahren ausgestoßen wurde.:191,267 Ein Lappen des Alkalibasalts erstreckt sich als Serie zerstreuter Aufschlüsse vom Nordende des Plateaus bis zum Buckley Lake; ein Großteil des Lappens ist unter kolluvialen Ablagerungen und jüngeren Lavaströmen begraben.:191 Die Quelle dieses Lappens war wahrscheinlich ein pyroklastischer Kegel, der zu einem grasbewachsenen Hügel von 1220 m Höhe erodiert wurde.:191 Der Klastline Cone an der Ostseite des Big Raven Plateau nahe der Quelle des Pyramid Creek war die Hauptquelle der Lavaströme der Klastline-Formation im Klastline River Valley, welche zu kleinen Härtlingen und Pfeilern reduziert wurden.:191

#### Kakiddi-Formation
Die 0,3 Millionen Jahre alte Kakiddi-Formation tritt östlich und westlich des Tencho Glacier an der Südwestflanke des Ice Peak auf und besteht hauptsächlich aus Trachyt in Form von pyroklastischem Gestein und Lavaströmen.:207,267 Der Punch Cone an der Südwestflanke des Ice Peak ist ein ungefähr 1 km langer, steilwandiger Grat, der aus agglutiniertem Kakiddi-Auswurf und Brekzie besteht, und von dem aus sich ein weitgehend verschütteter Lavastrom westwärts bis auf die sanft abfallende Oberfläche des Big Raven Plateau erstreckt.:210 Überbleibsel der Erosion von dicken Kakiddi-Lavaströmen und pyroklastischem Gestein treten nach Osten bis zum Ice Peak und in tief eingeschnittenen Tälern an der Ostseite des Plateaus auf; Überreste von Lavaströmen auf dem Ice Peak überlagern ältere vulkanische Gesteine der Ice-Peak-Formation. Die Überreste auf dem Ice Peak stammen ursprünglich aus einem Schlot nahe seinem Gipfel, während die in den angrenzenden Tälern ursprünglich aus unbekannten Schloten stammen, obwohl der Nanook Dome auf dem Gipfel des Mount Edziza eine Hauptquelle gewesen sein könnte; er besteht aus dem ähnlichen Trachyt der Edziza-Formation.:207 Trachytische Lavaströme der Kakiddi-Formation wurden in flüssigerer Form ausgestoßen als die der Edziza-Formation, wie ihre größere Ausdehnung auf dem nur schwach geneigten Terrain nahelegt.:346

#### Big-Raven-Formation

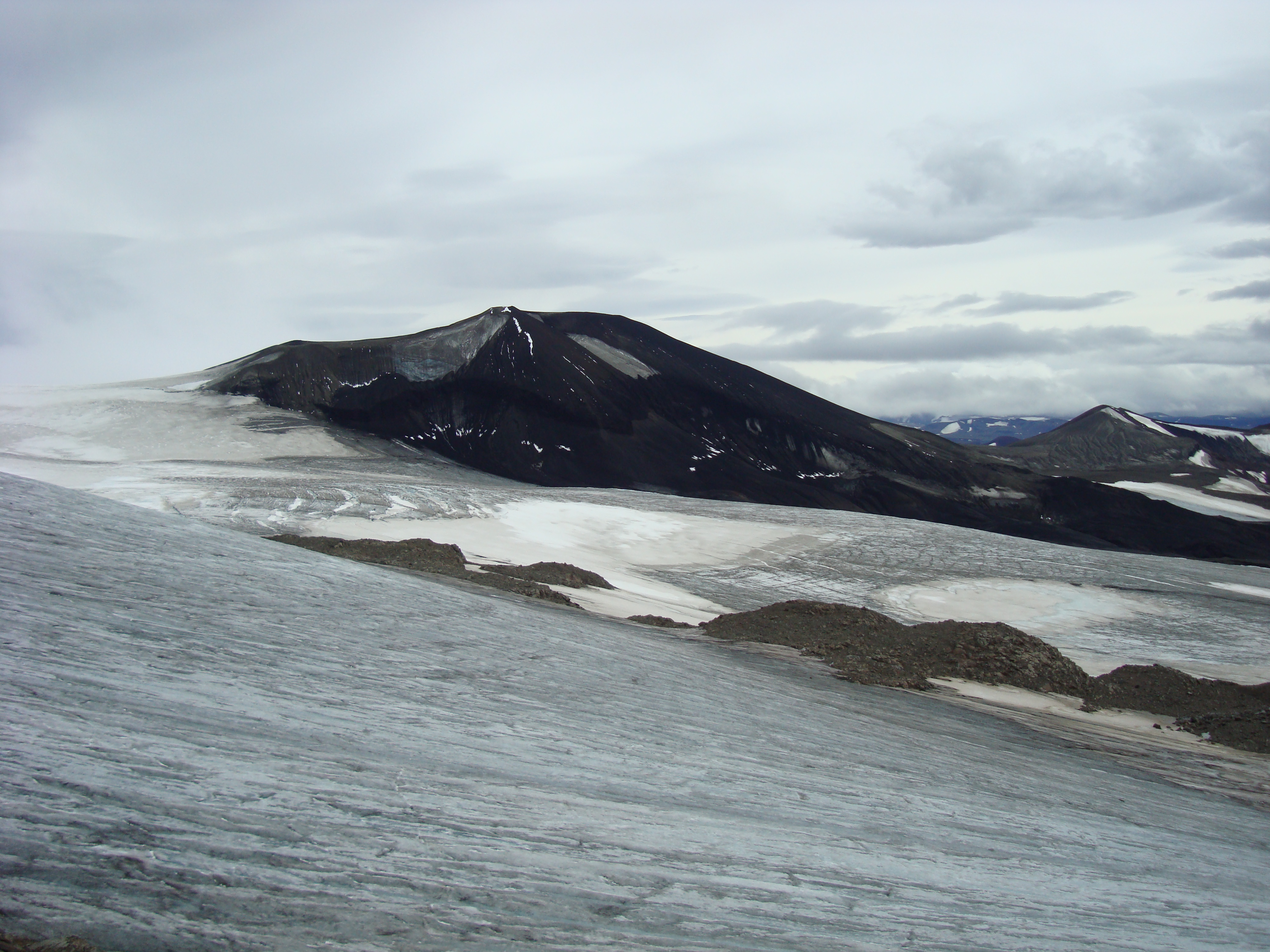
Der Tennena Cone im Snowshoe Lava Field von Nordwesten aus

Der Alkalibasalt und der Hawaiit der Big-Raven-Formation ist an den Nord- und Südenden des Big Raven Plateau weit verbreitet; das größte Vorkommen am Nordende ist das Desolation Lava Field, wogegen die größten Vorkommen am Südende sich im Snowshoe Lava Field befinden. Eine Radiokarbondatierung an den Weiden-Zweigen, die in der Tephra des Williams Cone, des jüngsten pyroklastischen Kegels im Desolation Lava Field, erhalten blieben, ergab ein Alter von 1340 ± 130 Jahren.:223,224 Der Kana Cone ist ein isolierter, verschachtelter pyroklastischer Kegel am äußersten Nordhang des Plateaus und das nördlichste Vorkommen von Alkalibasalt und Hawaiit der Big-Raven-Formation.:214,225 Er war die Quelle von Lavaströmen, welche den Klastline River gegen die nördliche Wand seines Tals pressten.:224
Die Walkout Creek Centres am äußersten südlichen Hang des Big Raven Plateau bestehen aus den Überbleibseln zweier Schlackenkegel und damit assoziierter alkalibasaltischer Lavaströme an der Nordseite des Walkout Creek Valley.:214,234 Cinder Cliff, Icefall Cone und Ridge Cone sind drei isolierte Vorkommen von Alkalibasalt der Big-Raven-Formation an der Ostflanke des Mount Edziza, von denen die sich beiden letzteren hoch an der Ostgrenze zum Ice Peak  befinden und stark durch Rutschungen, Steinschlag und Vergletscherung modifiziert wurden.:214,226,228 Die Big-Raven-Formation umfasst auch das Sheep Track Member, eine pyroklastische Fallablagerung von unverfestigtem comenditischem Trachyt-Bims, welche einen Großteil der Einzelheiten der Oberfläche im Snowshoe Lava Field verbirgt.:228

### Grundgebirge
Als Teil des Mount Edziza Volcanic Complex wird das Big Raven Plateau vom Stikine-Terran unterlagert.:32:1287 Dieser ist eine paläozoische und mesozoische Abfolge vulkanischer, sedimentärer und metamorpher Gesteine, die im Jura an den nordamerikanischen Kontinentalrand akkretiert wurden.:1281:39 Die Gesteine dieses Terrans sind an der Westseite des Plateaus im Mess Creek Valley exponiert, außerdem an der Südseite im Chakima Creek Valley, im äußersten Norden als Zeugenberg und entlang der Ostseite des Plateaus, wo sie die unteren Lagen der Idiji Ridge, der Sorcery Ridge und weiterer benachbarter Grate bilden.
Im Untergrund des Big Raven Plateau finden sich auch kreidezeitliche und paläozäne Konglomerate, Arkosen, Sandsteine, Schluffsteine, Schiefer und kleinere Anteile von Kohle der Sustut Group, welche entlang der Westseite des Plateaus exponiert sind. Eozäner Leukogranit des Elwyn-Creek-Plutons ist im Elwyn Creek Canyon am nordwestlichen Rand des Big Raven Plateau exponiert, ebenso eozäner Rhyolit, Dazit und andesitische pyroklastische Brekzien und andesitische Lavadome und -ströme. Alle diese eozänen Gesteine sind Teil der Sloko Group und wurden durch das jüngste dokumentierte magmatische Ereignis eingelagert, bevor der Mount Edziza Volcanic Complex im Spät-Miozän auszubrechen begann.:43

## Name und Etymologie
Der Name des Plateaus wurde am 2. Januar 1980 offiziell anerkannt und in Karte 104G des National Topographic System wie vom Büro des BC Geographical Names durch die Geological Survey of Canada vorgeschlagen eingetragen. Es ist nach dem Totem „Big Raven“ (dt. „großer Rabe“) benannt, einem in der Mythologie der Tahltan verankerten göttlichen Wesen, dessen Name in der Sprache der Tahltan Tse'sketco lautet.:198 Mehrere geographische Objekte auf dem Plateau tragen gleichfalls Namen, die in der Sprache der Tahltan wurzeln, und die gleichzeitig auf der Karte 104G für geologische Berichte adaptiert wurden, darunter der Keda Cone, der Sidas Cone, der Kana Cone, die Hoia Bluff, die Kaia Bluff und die Tsekone Ridge.

## Zugang

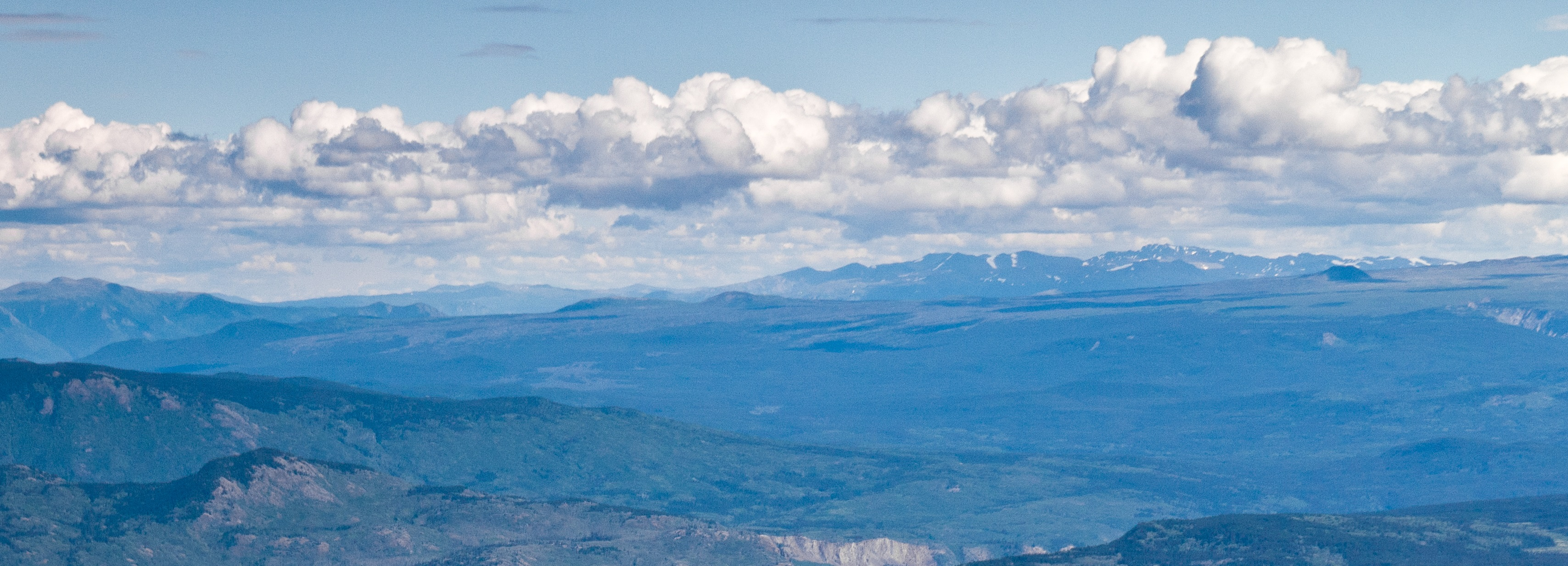
Panoramablick über das Big Raven Plateau; der Eve Cone ist als kleiner dunkler Hügel rechts in der Mitte zu erkennen.

Die dem Big Raven Plateau nächstgelegenen Straßen sind der Stewart–Cassiar Highway im Osten und die Telegraph Creek Road im Nordwesten; beide sind etwa 40 km vom Plateau entfernt.:88,89 Von diesen Straßen aus führen Reitpfade, über die man zum Big Raven Plateau kommt.:31 Vom Telegraph Creek aus erstreckt sich der Buckley Lake Trail etwa 15 km südostwärts entlang des Mess Creek und des Three Mile Lake. Er führt dann über etwa 15 km nordostwärts entlang des Dagaichess Creek und des Stinking Lake an das Nordostende des Buckley Lake, wo er auf den Klastline River Trail  triftt und am Buckley Lake zur Mowdade Lake Route führt, welch letztere die sanft geneigte Nordseite des Big Raven Plateau erklimmt.:88
Im Osten beginnt der etwa 50 km lange Klastline River Trail an der Gemeinde Iskut am Stewart–Cassiar Highway.:89 Er verläuft hauptsächlich nordwestwärts entlang des Klastline River.:88,89 Der Trail führt nach etwa 25 km, wo der Kakiddi Creek in den Klastline River mündet, in den Mount Edziza Provincial Park.:89 Nach Eintritt in den Park verläuft der Klastline River Trail etwa 10 km nordwestwärts entlang des Klastline River und quert den Fluss dann nördlich des Big Raven Plateau.:88,89 Von dort verläuft der Klastline River Trail etwa 5 km westwärts bis zum Nordostende des Buckley Lake, wo er auf den Buckley Lake Trail und die Buckley Lake to Mowdade Lake Route trifft.:88
Das Big Raven Plateau kann auch per Wasserflugzeug und Helikopter erreicht werden; beide Verkehrsmittel können in den Gemeinden Iskut und Dease Lake gechartert werden.:31 Der Buckley Lake im Nordwesten, der Nuttlude Lake im Osten sowie der Kakiddi Lake, der Mowchilla Lake und der Mowdade Lake im Südosten sind für die Nutzung durch Wasserflugzeuge groß genug.:31 Alpine Lakes Air und BC Yukon Air sind die einzigen Chartergesellschaften, denen der Zugang zum Gebiet per Flugzeug erlaubt ist. Die Landung mit privaten Flugzeugen auf dem Buckley Lake und dem Mowchilla Lake muss vom BC Parks Stikine Senior Park Ranger gemehmigt werden.